# Hôtel Piganeau
L'hôtel Feger-Latour puis Piganeau est un hôtel particulier du XVIIIe siècle situé à Bordeaux, en France.
Ce bâtiment fait l’objet d’une inscription au titre des monuments historiques depuis le 7 décembre 1955.

## Localisation
L'immeuble est situé 4 rue Esprit-des-lois, au sein de l'îlot Louis.

## Histoire

### Hôtel Feger-Latour
L'hôtel particulier est construit vers 1775 par François Lhote (architecte et maître d'œuvre), pour le compte de l'armateur et négociant Étienne Feger-Latour, enrichi par le commerce des denrées coloniales ainsi que la traite négière. Il se situe dans l'îlot Louis, vaste ensemble immobilier dont la vente des terrains a permis le financement du Grand-Théâtre. L'hôtel Feger-Latour comportait à l'origine un rez-de-chaussée et un étage. Situé face au glacis du château Trompette, cet imposant édifice de neuf travées, lui donnait une allure de château campagnard cependant richement orné.

### Résidence de Jacques Conte
Sous le Consulat, l'hôtel devient la résidence du riche armateur négrier Jacques Conte.

### Banque de Bordeaux
A son tour, la Banque de Bordeaux, créée en 1818 par les négociants Pierre Balguerie-Stuttenberg, Daniel Guestier, Paul Portal et William Johnston, s'installe dans l'immeuble. Elle est banque d'émission jusqu'en 1848, avant d'être absorbée par la Banque de France et de s'installer en face, au no 13 de la rue Esprit-des-Lois.

### Hôtel Piganeau
Par la suite, l'hôtel est acquis par la famille de banquiers Piganeau qui installe à cette adresse le siège de la banque « Piganeau et fils ». Créée en 1835, elle devient l'une des principales banques bordelaises à la fin du XIXe siècle, jusqu'à sa faillite en 1899.

### Banque Milleis
Aujourd'hui, le bâtiment héberge une agence de la banque Milleis (anciennement Barclays France).

## Architecture

### Extérieur
À l'origine, l'hôtel ne possédait que deux niveaux. Au-dessus des fenêtres du premier étage, une série de six bas-reliefs est placée pour prolonger la ligne des trois frontons des trois fenêtres centrales  .
Vers 1857-1861, après le rachat par la famille Piganeau, une surélévation est réalisée, probablement par l'architecte Jean-Baptiste Lafargue, pour l'intégrer dans le contexte des demeures voisines. Sous la corniche, un rinceau alternant putti et vases accentue la lourdeur du décor Louis XVI.
D'épaisses grilles ferment chaque baie du rez-de-chaussée et témoignent de la destination bancaire du bâtiment.
Après la porte cochère arborant le monogramme de Jean-Gustave Piganeau, un couloir-vestibule voûté et décoré de caissons à la romaine conduit à une cour intérieure, aujourd'hui recouverte d'une verrière.

### Intérieur
Un petit boudoir conserve des décors peints du XVIIIe siècle.

## Éléments protégés
Ce bâtiment fait l’objet d’une inscription au titre des monuments historiques depuis le 7 décembre 1955 pour ses parties du XVIIIe siècle :  
- La façade principale sur la rue Esprit des Lois ;
- Au rez de chaussée : le vestibule d'entrée (non compris la grille et le tambour modernes) ; la décoration du grand et du petit salon ; à gauche, en entrant, le départ de chacun des deux escaliers d'honneur ;
- Au premier étage : la décoration du grand salon de façade ainsi que celle du boudoir.